# Pierre Bottero

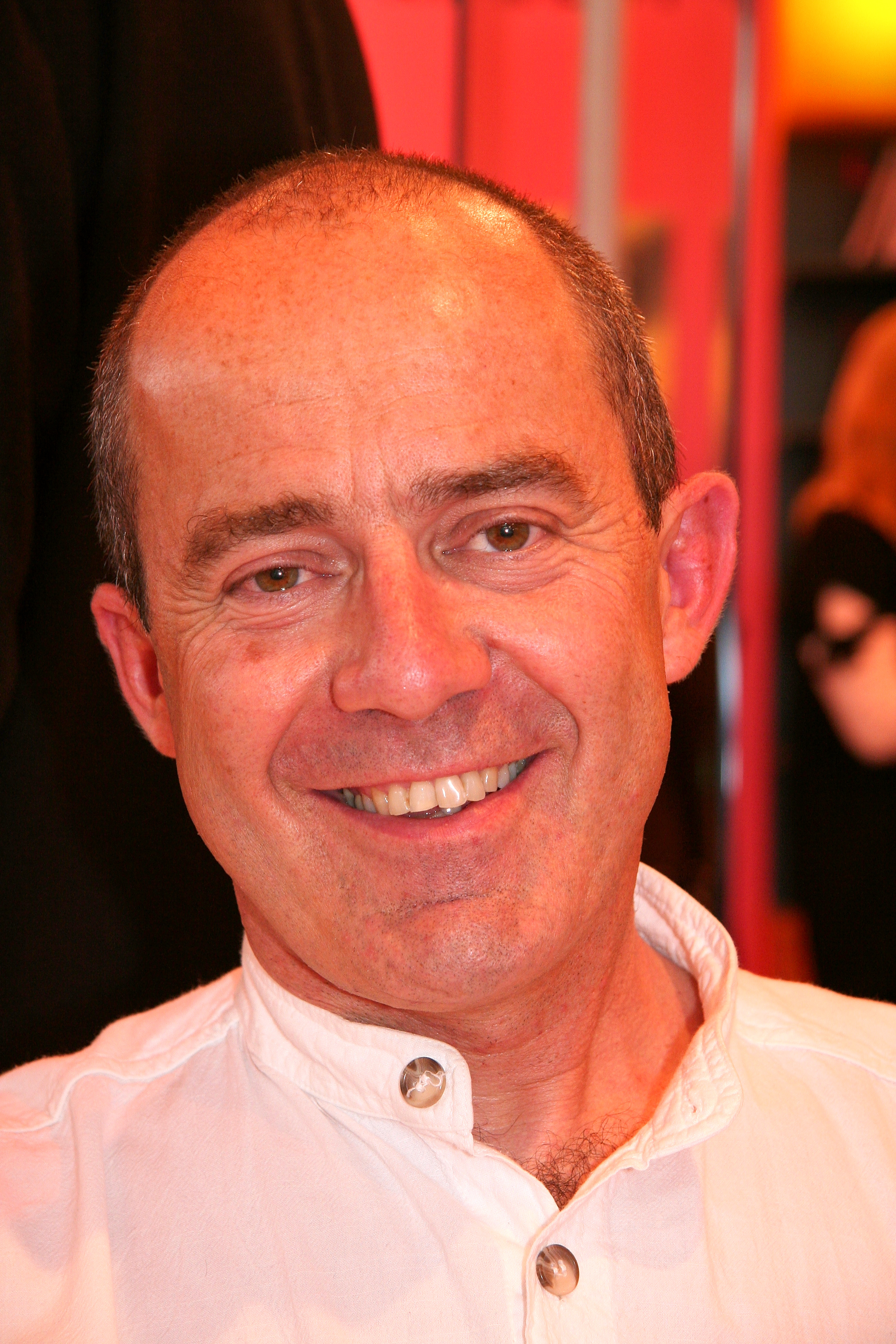
Pierre Bottero

Pierre Bottero (* 13. Februar 1964 in Barcelonnette in den Alpen; † 8. November 2009) war ein französischer Autor. Er lebte in Pélissanne, einer Stadt in der Nähe von Marseille.

## Leben
Pierre Bottero hat lange als Grundschullehrer gearbeitet. Er schrieb zahlreiche Jugendbücher. Seine größten
Erfolge waren die Fantasy-Bücher der hochbegabten magischen Ewilan. Im Alter von 45 Jahren starb er durch einen Autounfall auf der Straße zwischen Lambesc und Rognes.

## Werke
- Ewilan (Originaltitel: La Quête d'Ewilan) - Trilogie:

Der magische Schritt (Originaltitel: D'un monde à l'autre)
Das ewige Eis (Originaltitel: Les Frontières de glace)
Die Insel des Schicksals (Originaltitel: L'île du destin)
- Die Welten Ewilans (Originaltitel: Les Mondes d'Ewilan)
- Der Pakt der Marchombren (Originaltitel: Le Pacte des Marchombres)
- Der Andere (Originaltitel: L'Autre)
- Souls Kreuz (Originaltitel: Les Âmes croisées)
- Das achte Tor  (Originaltitel: La huitième porte)